# Kožlí (Havlíčkův Brod-i járás)
Kožlí település Csehországban, a Havlíčkův Brod-i járásban. Kožlí Hněvkovice, Chřenovice, Horní Paseka, Ledeč nad Sázavou, Bojiště, Kamenná Lhota és Šetějovice településekkel határos. Lakosainak száma 858 fő (2024. január 1.).

## Népesség
A település lakosságának változását az alábbi diagram mutatja:
| Lakosok száma | 939  | 975  | 1033 | 829  | 787  | 748  | 800  | 801  | 836  | 858  |
|               | 1869 | 1890 | 1921 | 1950 | 1980 | 2001 | 2017 | 2019 | 2022 | 2024 |